# Новоселяни (Костурско)
Новоселяни  или Ново село (на гръцки: Κορφούλα, Корфула, до 1928 година Νοβοσέλο, Новосело) е бивше село в Егейска Македония, Република Гърция, разположено на територията на дем Нестрам, административната област Западна Македония.

## География
Селото е било разположено на рид на 30 километра западно от град Костур, на самата албано-гръцка граница, на 940 m височина в подножието на планината Алевица.

## История

### В Османската империя
Селото е сравнително ново. Изградено е във втората половина на XIX век от албански първенец и затова носи и името Новоселяни.
В края на XIX век Новоселяни е село в Хрупишка нахия на Костурска каза на Османската империя. Според статистиката на Васил Кънчов („Македония. Етнография и статистика“) в 1900 година Новоселяни има 100 жители българи християни и 50 турци. Кънчов отбелязва и село Ново село със 174 арнаути мохамедани.
На Етнографската карта на Битолския вилает на Картографския институт в София от 1901 година Новоселани е чисто българско село в Костурската каза на Корчанския санджак с 20 къщи.
В началото на XX век жителите на Новоселяни са под върховенството на Българската екзархия. По данни на секретаря на Екзархията Димитър Мишев („La Macédoine et sa Population Chrétienne“) в 1905 година в Новоселяни (Novo-Seliani) има 160 българи екзархисти.
Гръцка статистика от 1905 година представя селото като гръцко – със 100 жители. Според Георги Константинов Бистрицки Новоселени преди Балканската война има 13 български къщи.
На етническата карта на Костурското братство в София от 1940 година, към 1912 година Новоселяни е обозначено като българско селище.

### В Гърция
След Балканската война селото влиза в Гърция. Турците се изселват. Боривое Милоевич пише в 1921 година („Южна Македония“), че Ново село има 10 къщи славяни християни. В 1928 година в селото има само един грък бежанец. Девет души са убити в резултат на политическо насилие. В 1926 година селото е прекръстено на Корфула.
По време на Гръцката гражданска война селото е напуснато от жителите си, които се изселват в източноевропейските страни и отвъд океана. 35 деца са изведени извън страната от комунистическите власти като деца бежанци. На 16 останали жители не е позволено от властите да се върнат в селото.
В селото е запазена църквата „Свети Архангел Михаил“.
| Година    | 1913 | 1920 | 1928 | 1940 | 1951 | 1961 | 1971 | 1981 | 1991 | 2001 | 2011 | 2021 |
| --------- | ---- | ---- | ---- | ---- | ---- | ---- | ---- | ---- | ---- | ---- | ---- | ---- |
| Население | 85   | 71   | 87   | 151  |      |      |      |      |      |      |      |      |

## Личности
Родени в Новоселяни
- Евантия Андреева (? – 1949), гръцка комунистка, войник на ДАГ в Гражданската война, сражава се в битката на Грамос (август 1948), битката на Дъмбенската планина (септември 1948), в битката за Воден и битката за Съботско (декември 1948), загива в битката за Негуш през януари 1949 година, на 25 февруари 1949 година е посмъртно произведена в лейтенант[13]